# 章克申屋 (加利福尼亞州內華達縣)
章克申（英語：Junction House）是位於美國加利福尼亞州內華達縣的一個非建制地區。該地的面積和人口皆未知。

## 地理
章克申的座標為39°19′00″N 120°48′40″W / 39.31667°N 120.81111°W，而該地的平均海拔高度為1330米（即4363英尺）。